# Anthony Downs
Anthony Downs (* 21. November 1930 in Evanston, USA; † 2. Oktober 2021 in Bethesda, USA) war ein US-amerikanischer Politikwissenschaftler und Ökonom.

## Leben
Er studierte Wirtschaftswissenschaft und Politikwissenschaft am Carleton College in Northfield, Minnesota und promovierte 1956 an der Stanford University. Im Anschluss war er u. a. Professor an der University of Chicago, Analyst der RAND Corporation und Präsident der Real Estate Research Corporation. Seit 1977 war er Senior Fellow für Ökonomische Studien an der Brookings Institution in Washington, D.C. Seine Schwerpunkte waren die Demokratieforschung und die demografische Entwicklung.

## Seine Ideen zur Demokratie
Downs stellt sich eine Demokratie als Konkurrenz von mindestens zwei Parteien um die Ausübung staatlicher Herrschaft vor, die in periodisch wiederkehrende Wahlen mündet, bei der jeder Wähler eine Stimme hat.
Er sieht die Demokratie als Prozess, als komplexes Tauschsystem, in dem individuelle Akteure (die Wähler) und Kollektivakteure (Parteien) miteinander kommunizieren und ihre Wahlen nach der Maximierung des erwarteten Eigennutzens treffen. Downs versteht Politik analog zur Ökonomie als Markt, auf dem Unternehmer (Parteien) Käufern (Bürger) Waren (politische Programme) anbieten. Dies führt zum Rationalitätsaxiom der individuellen Nutzenmaximierung auf Seiten der „Anbieter“ (Parteien, Regierung, Politiker), die auf Machterhalt und Machterwerb aus sind, und der „Konsumenten“ (Bürger, Wähler).
Das politische Programm dient den Parteien lediglich als Mittel zum Zweck. Der rationale Wähler zieht, so Downs, vor jeder Wahl eine Kosten-Nutzen-Bilanz. Anfallende Kosten, wie die Beschaffung von Informationen, das Durchforsten von Parteiprogrammen und schließlich die Anreise zur Wahlurne und die damit verlorene Zeit, übersteigen den daraus resultierenden möglichen Nutzen. Denn, so Downs weiter, es ist nicht sicher, ob die gewählte Partei auch tatsächlich die Regierung bilden wird. Diesen Sachverhalt bezeichnet Downs als „Paradox des Wählens“. In großen Demokratien müsste die Wahlbeteiligung, Downs Überlegungen nach, bei fast Null liegen.
Zwei der Hauptthesen von Downs sind die These der Stimmenmaximierung politischer Anbieter (~Parteien) und das Eigennutzaxiom und Rationalitätsprinzip auf Seiten der Konsumenten (~Wählerschaft), sodass Wahlen ein zentraler „Tauschplatz“ der Demokratie seien. Die Modellierung politischer Prozesse gemäß einem Tauschakt und unter Zugrundelegung des Rationalitätskalküls ist der Ansatz der Neuen politischen Ökonomie.
Seine Voraussetzungen für ein demokratisches Regierungssystem sind ein voll entwickelter Parteienwettbewerb und die Besetzung öffentlicher Ämter auf der Grundlage allgemeiner Wahlen. Diese sollen periodisch stattfinden.
Als sein wichtigstes Werk gilt das 1957 in New York City veröffentlichte An Economic Theory of Democracy.
Downs war Mitglied der Mont Pelerin Society und, seit 1977, der American Academy of Arts and Sciences.